# Huib Modderkolk
Huib Modderkolk (1982) is een Nederlands journalist en schrijver. Hij werkt sinds 2015 bij de Volkskrant, daarvoor werkte hij zeven jaar bij NRC Handelsblad. Hij is vooral bekend als onderzoeksjournalist, gespecialiseerd in inlichtingendiensten, privacy en de digitale wereld. Ook was hij regelmatig te gast bij de talkshow De Wereld Draait Door en andere televisieprogramma's.

## Carrière
Modderkolk studeerde van 2001 tot 2006 politicologie aan de Universiteit van Amsterdam (UvA). Daarnaast voltooide hij de duale master Journalistiek en Media aan de UvA. Tijdens zijn studie was hij enkele jaren actief bij het lokale radiostation AmsterdamFM. 
Vanaf 2008 werkte hij bij NRC Handelsblad. In 2013 publiceerde hij samen met collega's Steven Derix en Floor Boon over de NSA-documenten van Edward Snowden. Zij werden daarvoor genomineerd voor zowel De Tegel, de belangrijkste journalistieke onderscheiding van Nederland, als de onderzoeksjournalistieke prijs De Loep.
In 2015 stapte hij samen met NRC-collega Tom Kreling over naar de Volkskrant. Vlak daarna had Modderkolk in Moskou een interview met NSA-klokkenluider Edward Snowden. In 2017 won hij de journalistieke prijs De Tegel voor een interview met oud-PVV-woordvoerder Michael Heemels. Begin 2018 publiceerde hij samen met Nieuwsuur een geruchtmakende onthulling over het werk van de AIVD. De geheime dienst had jarenlang toegang tot het interne computernetwerk van de beruchte Russische hackgroep APT29 en kon zo zien hoe Russische hackers verschillende Amerikaanse instituties aanvielen, zoals de Democratische Partij. Daardoor leverde de AIVD cruciaal bewijs voor de Russische bemoeienis met de Amerikaanse presidentsverkiezingen. Samen met Eelco Bosch van Rosenthal won Modderkolk voor deze onthulling De Loep.
De hoofdredacteur van de Volkskrant, Philippe Remarque, zei na de AIVD-scoop dat er 'verhoogde geheime activiteit' plaatsvond rond de verslaggever die het artikel schreef. Eerder schreef Modderkolk dat zijn router thuis gehackt was vlak voordat hij in 2013 NSA-documenten zou krijgen. De cryptograaf Ronald Prins uitte het vermoeden dat dit het werk was van de Amerikaanse NSA.
Modderkolks jarenlange research naar de digitale wereld resulteerde in het boek Het is oorlog maar niemand die het ziet (2019). In aanloop naar de publicatie spande de AIVD in juli 2019 een kort geding aan tegen Modderkolk, om te voorkomen dat informatie over een inlichtingenoperatie openbaar zou worden. Nadat de rechter de AIVD in het gelijk had gesteld, paste Modderkolk enkele details uit het boek aan. Het boek werd een bestseller met 100.000 verkochte boeken en werd vertaald in het Engels, Duits en Grieks. Een hoofdstuk uit het boek werd gepubliceerd in de Britse krant The Guardian.
In 2020 won Modderkolk, samen met Kreling, nogmaals de onderzoeksprijs De Loep, deze keer voor een verhaal over de Russische beïnvloeding van het MH17-onderzoek.
Tijdens de coronapandemie toonde Modderkolk zich kritisch over het coronapaspoort en de neiging van de overheid om met technologie de pandemie te lijf te gaan. In de Volkskrant schreef hij een veelbesproken stuk over de steeds verregaander inbreuk op het privéleven die als gevolg van de coronapas werd genormaliseerd.
In 2022 werd het werk van de journalist geëerd met de vijfjaarlijkse Nieuwspoort Prijs van het Vrije Woord. De jury prijst Modderkolk voor zijn onvermoeibare werk om ‘de achterkant van nieuwe technologieën, potentiële inbreuken op de privacy en andere gevaren’ aan de kaak te stellen. Volgens jurylid Jeroen Smit is hij een ‘moedig journalist’.
In 2024 was Modderkolk te zien in de vierdelige journalistieke documentaireserie Niemand die het ziet van BNNVARA. In datzelfde jaar schreef hij het boek Dit wil je écht niet weten over de schaduwkanten van de online samenleving.

## Bestseller 60
| Boeken met noteringen in de Nederlandse Bestseller 60 | Jaar van verschijnen | Datum van binnenkomst | Hoogste positie | Aantal weken | Opmerkingen |
| ----------------------------------------------------- | -------------------- | --------------------- | --------------- | ------------ | ----------- |
| Het is oorlog maar niemand die het ziet               | 2019                 | 11-09-2019            | 2               | 25           |             |
| Dit wil je écht niet weten                            | 2024                 | 13-03-2024            | 2               | 16           |             |